# Atribut verbal
Atributul verbal este un atribut care poate fi exprimat printr-un: 
- verb la modul infinitiv: 
  - Humuleștenii au fericirea de a vedea lumea.
- verb la modul supin: 
  - Fântâna era adâncă și nu avea nici roată, nici cumpănă ci numai o scară de coborât până la apă.
- verb la modul gerunziu: 
  - Haina măturând pământul.